# Phyllachora microstroma
Phyllachora microstroma är en svampart som beskrevs av Chardón 1928. Phyllachora microstroma ingår i släktet Phyllachora och familjen Phyllachoraceae.   Inga underarter finns listade i Catalogue of Life.